# Eleazar ben Simón
Eleazar ben Simón, en hebreo (Siglo I, muerto en el año 70) fue el líder zelote de la primera guerra judeo-romana contra los emperadores romanos Vespasiano y Tito. Perteneció a una noble familia de sacerdotes.

## Primera guerra judeo-romana
En el año 66 en la batalla de Beth-Horon sus fuerzas emboscaron y vencieron a la Legio XII Fulminata, enviada por Roma por el legatus de Siria, Cayo Cestio Galo para controlar el levantamiento judío.
Luego de vencer a Cestio, Eleazar tomó lo abandonado por los romanos, incluido el tesoro del Templo de Jerusalén y empleó a los zelotes como barrera. Tuvo como aliado al sacerdote Zacarías, hijo de Amfikalles, quien le ayudó a suplantar al sumo sacerdote Ananías y admitir a los idumeos en Jerusalén. Entre los años 68 y 70, Eleazar participó en la guerra civil que surgió en Jerusalén entre facciones judías durante el Sitio de Jerusalén por Tito. Ben Simón comandó a los zelotes para tomar el Templo de Jerusalén y luchar contra el patriota Juan de Giscala. 
Probablemente, ben Simón murió durante la entrada de tropas romanas a Jerusalén, en el año 70.